# Alexandra Huszák
Alexandra Huszák (* 18. Juni 1995 in Budapest) ist eine ungarische Eishockeyspielerin, die seit 2023 beim MAC Budapest in der European Women’s Hockey League unter Vertrag steht. Zudem ist sie seit 2012 durchgängig Mitglied der ungarischen Nationalmannschaft, mit der sie 2013 in die Division IA und 2019 in die Top-Division der Weltmeisterschaft aufstieg.

## Karriere
Alexandra Huszák debütierte während der Saison 2007/08 für das Frauen-Team UTE-Marilyn in der ungarischen Frauenliga und wurde mit ihrem Team am Saisonende Tabellenzweite. In der folgenden Saison spielte sie sowohl in der U18- als auch in der Frauenmannschaft des UTE. Sie erzielte in beiden Teams zusammen 110 Punkte. Mit den im U18-Team erzielten Punkten landete sie an der Spitze der Scorertabelle. Mit der Frauenmannschaft gewann sie ihre erste ungarische Meisterschaft. In der Saison 2009/10 war sie erneut die erfolgreichste Spielerin der Meisterschaft und gewann einen weiteren ungarischen Meistertitel. Zudem wurde sie zur ungarischen Spielerin des Jahres 2009 gewählt. Vor Beginn der folgenden Saison wechselte sie zu den Budapest Stars. In der Frauenliga spielte sie zudem als Leihspielerin für den MTK Budapest. Sie wurde erneut ungarische Meisterin und zweiterfolgreichste Spielerin der Frauenliga. In der Saison 2011/12 spielte sie parallel für die Junioren des Vasas HC.
Im August 2013 unterzeichnete sie gemeinsam mit Fanni Gasparics und Franciska Kiss-Simon einen Vertrag bei Fakel Tscheljabinsk, einem Team der russischen Frauen-Eishockeyliga. Zur Saison 2014/15 wurde das Team in den HK Traktor Tscheljabinsk integriert und in Belyje Medwedizy umbenannt. 2015 wechselte sie zunächst SKIF Nischni Nowgorod, verließ den Klub jedoch nach wenigen Spielen und stand anschließend bis 2017 bei Arktik Universitet in Uchta unter Vertrag.
Zwischen 2017 und 2023 stand sie beim KMH Budapest unter Vertrag und gewann mit diesem mehrfach die European Women’s Hockey League. Zudem erhielt sie zahlreiche persönliche Auszeichnungen.
Vor der Saison 2023/24 erhielt sie ein Vertragsangebot vom Leksands IF aus der Svenska damhockeyligan, trainierte für einen Monat im Verein mit, konnte sich jedoch letztlich nicht bezüglich einiger Vertragsdetails mit diesem einigen. Daher kehrte sie nach Ungarn zurück, unterschrieb aufgrund von Differenzen mit dem Management des KMH nicht bei diesem, sondern einen Vertrag beim Konkurrenten MAC Budapest.

### International
In der U18-Altersklasse vertrat Huszák ihr Heimatland bei der U18-Weltmeisterschaft der Division I 2012, schaffte bei diesem Turnier den Aufstieg in die Top-Division und wurde als beste Stürmerin, Torjägerin und Topscorerin des Turniers geehrt. Im gleichen Jahr nahm sie mit der ungarischen Frauen-Nationalmannschaft an der Weltmeisterschaft der Division IIA teil und wurde auch dort als beste Stürmerin und Torjägerin ausgezeichnet.
Ein Jahr später, bei der Weltmeisterschaft der Division IIA 2013, schaffte Huszák mit den ungarischen Frauen den Aufstieg in die Division IA und wurde selbst erneut  als beste Stürmerin und Torjägerin geehrt. In den drei Jahren wurde sie nicht für Weltmeisterschaften nominiert, so dass sie erst bei der Weltmeisterschaft der Division IA 2017 wieder zum Einsatz kam. Wiederum ein Jahr später wurde sie – gemeinsam mit Fanni Garát-Gasparics und Silke Glud – mit sechs Toren beste Torjägerin der Weltmeisterschaft der Division IA 2018.
Bei der Weltmeisterschaft der Division IA 2019 schaffte Huszák gemeinsam mit dem Nationalteam erstmals den Aufstieg in die Top-Division, in der sich die Nationalauswahl bis 2023 hielt. 2024 gelang dem Team der Wiederaufstieg in die Top-Division.
Mit 85 Länderspielen und 89 Scorerpunkten liegt sie (Stand Sept. 2024) auf Platz der Scorerliste der ungarischen Frauen-Nationalmannschaft.

## Erfolge und Auszeichnungen
- 2009 Spielerin des Jahres in Ungarn
- 2023 Stürmerin des Jahres in Ungarn
- 2024 Stürmerin des Jahres in Ungarn

### EWHL
- 2019 EWHL-Champion mit KMH Budapest
- 2019 Beste Vorlagengeberin der EWHL (18)
- 2020 EWHL-Champion mit KMH Budapest
- 2021 EWHL-Champion mit KMH Budapest
- 2021 Beste Torjägerin der EWHL (18)
- 2022 EWHL-Champion mit KMH Budapest
- 2022 Beste Torjägerin (27) und best Plus/Minus-Wertung (+33) der EWHL
- 2022 Beste Torjägerin (5) und Topscorerin der EWHL-Playoffs
- 2023 EWHL-Champion mit KMH Budapest

### International
- 2012 Aufstieg in die Top-Division bei der U18-Weltmeisterschaft der Division I
- 2012 Beste Stürmerin, Torjägerin (7) und Topscorerin (10) der U18-Weltmeisterschaft der Division I
- 2012 Beste Stürmerin und Torjägerin (8) der Weltmeisterschaft der Division IIA
- 2013 Aufstieg in die Division IA bei der Weltmeisterschaft der Division IIA
- 2013 Beste Stürmerin und Torjägerin (11) der Weltmeisterschaft der Division IIA
- 2018 Beste Torjägerin (6) der Weltmeisterschaft der Division IA (gemeinsam mit Fanni Garát-Gasparics und Silke Glud)
- 2019 Aufstieg in die Top-Division bei der Weltmeisterschaft der Division IA
- 2024 Aufstieg in die Top-Division bei der Weltmeisterschaft der Division IA

## Karrierestatistik
(Legende zur Spielerstatistik: Sp oder GP = absolvierte Spiele; T oder G = erzielte Tore; V oder A = erzielte Assists; Pkt oder Pts = erzielte Scorerpunkte; SM oder PIM = erhaltene Strafminuten; +/− = Plus/Minus-Bilanz; PP = erzielte Überzahltore; SH = erzielte Unterzahltore; GW = erzielte Siegtore; 1 Play-downs/Relegation; Kursiv: Statistik nicht vollständig)